# Hala sportowo-widowiskowa MOSiR w Mielcu (1963–2017)
Hala sportowo-widowiskowa Mieleckiego Ośrodka Sportu i Rekreacji mieściła się przy ul. Solskiego 1 w Mielcu i bezpośrednio sąsiadowała ze stadionem Stali Mielec. Z racji konstrukcji była nazywana „Hangar Areną”. Hala została zamknięta 1 stycznia 2016. W lutym 2017 hala przestała istnieć.
Była jednym z trzech hangarów wywiezionych z lotniska Kętrzyn-Wilamowo. Pierwotnie stalowa konstrukcja przeznaczona była na halę produkcyjną małolitrażowego samochodu Mikrus MR-300. Decyzją dyrekcji WSK Mielec w marcu 1960 konstrukcja została przekazana na budowę hali sportowej. Projekt i dokumentację przygotował rzeszowski „Miastoprojekt”. Generalnym wykonawcą zostało Rzeszowskie Przedsiębiorstwo Budownictwa Przemysłowego. W listopadzie 1963 pierwsza część obiektu została ukończona, a po kolejnych trzech latach do użytku została oddana kryta pływalnia, siłownia i dwie sale gimnastyczne. W 2015 roku rozpisany został przetarg na modernizację budynku, jednak został on unieważniony ze względu na niedoszacowanie kosztów na etapie przygotowania kosztorysu.
Obiekt miał łączną powierzchnię 4500 m². Hala posiadała parkietowe, pełnowymiarowe boisko do gry w piłkę siatkową i piłkę ręczną o wymiarach 20 × 40 m z trybuną dla 2200 widzów, dwie sale gimnastyczne oraz kryty basen pływacki 25 × 12,5 m z trybuną dla 200 widzów.
Z obiektu korzystały mieleckie kluby sportowe. Swoje mecze rozgrywały tu Stal Mielec (piłka ręczna mężczyzn) oraz KPSK Stal Mielec (piłka siatkowa kobiet). Okazjonalnie na boisku w hali odbywały się również koncerty, organizowano tu również Mieleckie Targi Wielobranżowe.
W 2016 roku hala została zamknięta z powodu złego stanu technicznego. Z obawy o bezpieczeństwo nie dopuszczono również do przeprowadzania treningów ani korzystania z zaplecza technicznego. Drużyny korzystające z Sali nr 1 oraz sal treningowych przeniesiono do innych obiektów na terenie miasta. Stal Mielec rozgrywała swoje mecze w hali sportowej przy Gimnazjum nr 2, skąd przeprowadzono również transmisję w telewizji Polsat Sport. Podjęto decyzję o zaniechaniu remontu obiektu ze względu na koszty oraz niepewność co do stanu elementów konstrukcyjnych. W tym miejscu powstał nowy obiekt, którego koncepcję wybrano spośród projektów zgłoszonych do konkursu. Rozbiórka starej hali rozpoczęła się w grudniu 2016 roku. Zapowiedziano zachowanie części przęseł konstrukcyjnych na pamiątkę.